# Río Tekezé
El río Tekezé es uno de los principales ríos de Etiopía, un afluente del río Atbara que forma durante un tramo la frontera occidental de Etiopía y Eritrea. El río también es conocido como Setit en Eritrea, Etiopía occidental, y Sudán oriental. Tiene una longitud de 608 km y ha excavado el cañón más profundo de África y uno de los más profundos del mundo, que en algunos puntos tiene más de 2.000 m.
En idioma amhárico significa «terrible».

## Geografía
El río Tekezé nace en la región montañosa central de Etiopía, cerca del monte Qachen, en Lasta, desde donde fluye hacia el oeste, luego al norte y después una vez más hacia el oeste, formando la frontera más occidental de Etiopía y Eritrea. El río continua por el noreste de Sudán, hasta confluir con el río Atbara (14°10'N, 36°E), un afluente del curso inferior del Nilo. El Tekezé es tal vez el verdadero curso superior del Atbara, ya en la confluencia de ambos ríos, es el más largo. 
Los principales afluentes en Etiopía, desde su nacimiento, son los siguientes: por la orilla derecha, los ríos Tahali, Meri, Sellare, Sullo, Arekwa, Gheoa, Wari, Firafira, Tocoro y Gumalo; y por la orilla izquierda, los ríos Nili, Balagas, Saha, Bembea, Ataba, Zarima, y Kwalema. 

## Historia
La primera mención conocida del río Tekezé se encuentra en una antigua inscripción del reino de Aksum, del rey Ezana, donde se jacta de una victoria en una batalla en sus orillas en el curso inferior, cerca de «el vado de Kemalke». El Tekezé sirvió como un primer vínculo entre Etiopía y Egipto; por ejemplo, el Kebra Nagast, que recibió su forma actual en el siglo XIII, afirma que el rey Menelik I regresó a Etiopía, siguiendo este río (cap. 53). Augustus B. Wylde recogió una tradición que narraba que, cerca de la fuente del Tekezé, en el lugar de la iglesia Michael Eyela Kudus, estaba el verdadero lugar de descanso del Arca de la Alianza.

## Aprovechamiento hidroeléctrico
El Gobierno de Etiopía anunció en julio de 2002 que había formado una asociación con la «China National Water Resources and Hydropower Engineering Corporation» para la construcción de una presa hidroeléctrica sobre el Tekezé, que generaría 300 MW. El proyecto costaría 224 millones de dólares y se fijó un plazo de cinco años para completarlo. Oweys Ibrahim, el coordinador del proyecto, anunció el 12 de diciembre de 2007 que la construcción estaba completada al 82%, e incluía la realización de una línea eléctrica de 105 km hasta el Mekele. La finalización está prevista para 2009.
El proyecto supone la mayor presa de arco de África, con una altura de 188 m que superará a Lesoto, actualmente la más alta.